# Facite ammuina

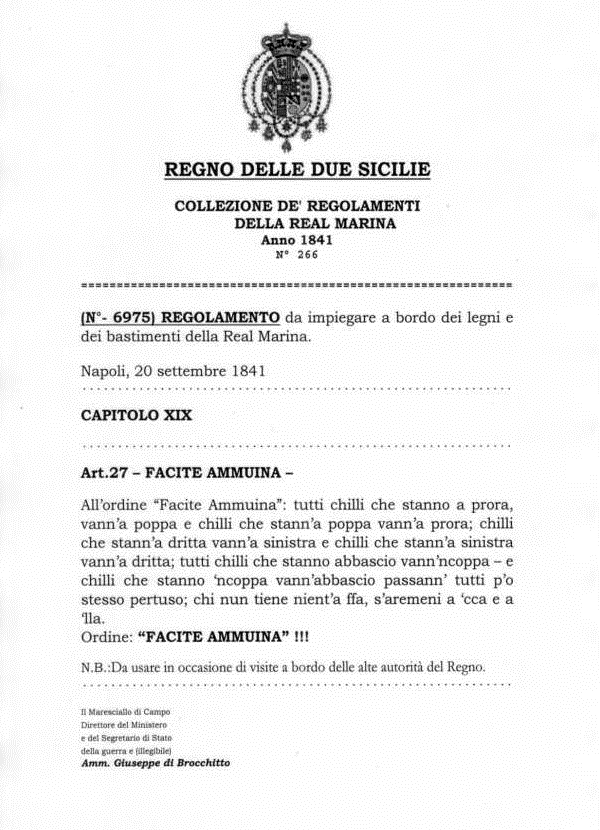
Immagine raffigurante il testo, così come oggi stampato e venduto nei mercatini napoletani

Facite ammuina (pronuncia [faˈt͡ʃiːtə ammuˈiːnə]) è una frase della lingua napoletana il cui significato è: "fate confusione". Tale espressione è spesso ricondotta a un presunto comando contenuto in un inesistente Regolamento da impiegare a bordo dei legni e dei bastimenti della Real Marina del Regno delle Due Sicilie del 1841, ma, essendo quello vero una serie di libri intitolati Ordinanze generali della Real Marina del Regno delle Due Sicilie, redatte invece in lingua italiana e promulgate nel 1818, il Facite ammuina è un falso storico.

## Genesi dell'espressione
Sebbene il facite ammuina non nasca affatto da un regolamento della marina borbonica, sulla sua genesi esistono varie interpretazioni.
Secondo alcuni, esso trarrebbe origine da un fatto realmente accaduto dopo la nascita della Regia Marina italiana. Un ufficiale napoletano, Federico Cafiero (1807 - 1888), integrato nella nuova Marina già durante l'invasione del Regno delle Due Sicilie, sorpreso a dormire insieme all'equipaggio, fu messo agli arresti per indisciplina da un ammiraglio. Scontata la pena, l'ufficiale fu rimesso al comando della sua nave dove pensò bene di istruire il proprio equipaggio a "fare ammuina" (cioè la maggior confusione possibile) se si fosse presentato un ufficiale superiore, in modo da essere avvertito e, allo stesso tempo, di dimostrare l'operosità dell'equipaggio. L'espressione si trova citata anche nella 7ª edizione (a pag. 7) della Guida pratica per i giovani ufficiali dell'Accademia navale.
Secondo un'altra ricostruzione, il falso sarebbe invece frutto dell'ambiente goliardico dei cadetti napoletani del collegio di Pizzofalcone, databile fra il 1841 e il 1844.

## Il testo
Il testo così recita:
Di questo falso passo del regolamento esistono copie, vendute ai turisti nei mercatini di Napoli anche oggi, che riportano come firmatari l'Ammiraglio Giuseppe di Brocchitto e il "Maresciallo in capo dei legni e dei bastimenti della Real Marina" Mario Giuseppe Bigiarelli.

## Analisi

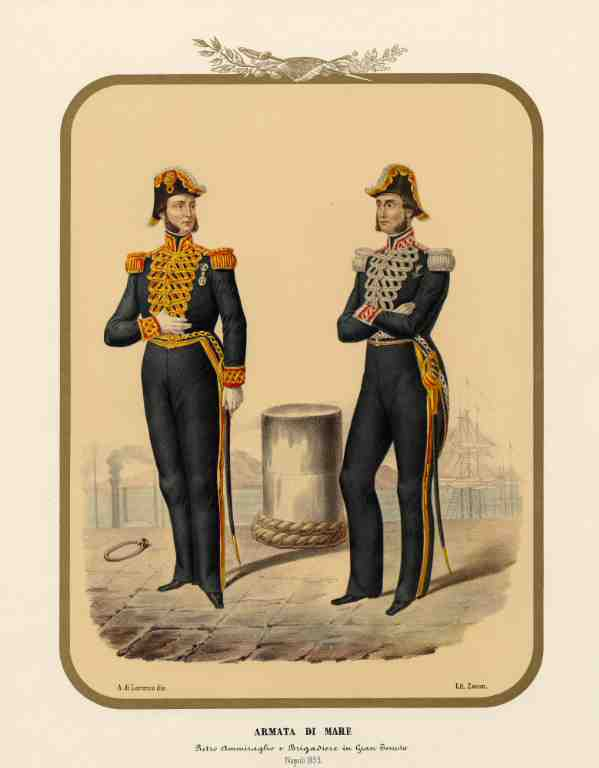
Da sinistra a destra: un retroammiraglio e un brigadiere della Real Marina del Regno delle Due Sicilie in gran tenuta. Napoli, 1851.

Il regolamento della Real Marina del Regno delle Due Sicilie non ha mai annoverato tale articolo; né un Di Brocchitto né un Bigiarelli esistettero in servizio tra gli ufficiali della marina delle Due Sicilie nel 1841 o pochi anni più tardi.
Tali cognomi sono inoltre inventati: il primo non esiste in alcun archivio di cognomi italiani, mentre il secondo non fa parte dell'onomastica delle Due Sicilie. Infine è inventato anche il grado di "Maresciallo in capo dei legni e dei bastimenti della Real Marina", non esistendo nei ruoli della Real Marina delle Due Sicilie.
Inoltre il regolamento della Real Marina, come tutti gli atti ufficiali, era in italiano. L'esame linguistico del testo in napoletano solleva numerosi dubbi, soprattutto a causa dell'uso dell'indicativo per la formulazione degli ordini. Ad esempio, la frase «chilli che stanno abbascio vann' ncoppa e chilli che stanno ncoppa vann' abbascio», non è corretta, in quanto andrebbe usata la forma «... jessero ncoppa...». Inoltre, nel XIX secolo l'uso del presente congiuntivo s'aremeni, osservabile nell'ultima frase, era certamente caduto in desuetudine, sostituito dalla forma ottativa s'ar(r)emenasse.
L'interpretazione di autentico regolamento della marina è quindi un aneddoto denigratorio sulle forze armate borboniche. In realtà, la Real Marina del Regno delle Due Sicilie aveva una antichissima tradizione, tanto da avere dato origine nel 1735 alla Real Accademia di Marina, il più antico istituto del genere in Italia, la quale avrebbe poi a sua volta dato origine all'Accademia Navale di Livorno. Posta sotto le cure dell'ammiraglio inglese John Acton e costantemente rifornita di nuove unità dai Cantieri navali di Castellammare di Stabia, tra cui numerose navi a vapore, la marina militare napoletana era lo strumento principale di difesa del Regno delle Due Sicilie. L'importanza di tale forza armata per la difesa del Regno è testimoniata dal fatto che la defezione quasi totale delle sue unità durante la conquista del Regno delle Due Sicilie da parte dei volontari della spedizione comandata da Giuseppe Garibaldi e la successiva sua partecipazione all'Assedio di Gaeta, fu una delle cause della sconfitta delle truppe borboniche.
L'efficienza della flotta militare napoletana era tale che nell'Italia appena unificata, in cui spesso si adottarono istituzioni e legislazione del regno di Sardegna, la Regia Marina, invece, per volontà di Cavour, adottò uniformi, gradi e regolamenti di quella borbonica. In particolare, l'ammiraglio piemontese Carlo Pellion di Persano raccomandò l'adozione dei regolamenti napoletani anche per la nuova marina unitaria, dato che erano considerati più agili e moderni.